# Triunghiul iubirii
Triunghiul Iubirii (Choti Bahu - Sinduur Bin Suhagan) (hindi छोटी बहू - सिंदूर बिन सुहागन) este un serial indian produs de Zee TV. Telenovela a avut un mare succes in România, serialul fiind difuzat de canalul National TV. În România au fost difuzate cite 2 episoade in unul si National TV au unit 2 episoade originale in unul românesc, asa ca in România serialul nu are aproximativ 25 minute, dar 45 minute. National TV a făcut ca serialul sa aiba 238 episoade, nu 469 cum e in original.
Acest serial se poate viziona pe site-ul oficial al fanilor indiei: http://www.indiamea.com Arhivat în 23 octombrie 2015, la Wayback Machine.

## Altele
- Destine Împlinite
- Suflete Pereche
- Mica Mireasă